# Coniglio all'ischitana
Il coniglio all'ischitana è una ricetta della cucina napoletana tipica dell'isola d'Ischia, che consiste nel cucinare la carne di coniglio in un tegame di terracotta (detto o tiano) con aglio, olio di oliva, sale, peperoncino, vino bianco DOC Ischia Biancolella, pomodorini e spezie isolane. Il sugo che si ricava è utilizzato per condire i bucatini che vengono serviti mantecati con abbondante parmigiano grattugiato. 

## Allevamento
Ad Ischia i conigli sono storicamente allevati in buche, dove sono liberi di scavare cunicoli e muoversi nella terra; questo conferisce alle carni maggior sapore e consistenza.